# إيملي بيري
إيملي بيري (بالإنجليزية: Emily Berry)‏ هي كاتِبة بريطانية، ولدت في 1981 في لندن في المملكة المتحدة.